# Zhang Yingning
Zhang Yingning (chiń. 张英宁; ur. 6 stycznia 1990 w Liaoning) – chińska lekkoatletka, tyczkarka.
Mistrzyni Azji juniorek z 2006 roku. W 2007 Yingning reprezentowała Chiny na mistrzostwach świata w Osace,  23. miejsce w eliminacjach nie dało awansu do finału.

## Rekordy życiowe
- skok o tyczce (stadion) – 4,45 (2007)
- skok o tyczce (hala) – 4,46 (2007) były halowy rekord Azji